# Književnost u 1840.
◄◄ | ◄ | 1837. | 1838. | 1839. | 1840.  | 1841. | 1842. | 1843. | ► | ►►
Arhitektura • Astronomija • Biologija • Fotografija • Glazba • Kazalište • Kemija • Kiparstvo • Knjige • Književnost • Kršćanstvo • Meteorologija • Medicina • Politika • Pravo • Promet • Slikarstvo • Šport • Znanost • Željeznički promet
Književnost u 1840.

## Svijet

### Rođenja
- 2. travnja – Émile Zola, francuski romanopisac (* 1902.)

## Hrvatska i u Hrvata

### Književna djela
- Đulabije Stanka Vraza

## Vanjske poveznice
|  | Zajednički poslužitelj ima još gradiva o temi Književnost u 1840. |